# Бърно-район
Окръг Бърно-район (на чешки: Okres Brno-venkov) е една от 7-те административни единици на Южноморавски край, Чехия. Площта му е 1498,95 km2, а населението му – 215 311 души (2016). Административен център на окръга е град Бърно, който не влиза в състава на окръга. Бърно-район има 187 населени места, от които 13 града и 11 места без право на самоуправление.

## География
Окръгът е разположен в западната централна част на края. В рамките на Южноморавския край граничи с окръзите Бланско на север, Вишков на изток, Бржецлав на югоизток, Зноймо на югозапад и Бърно-град, когото обкръжава от всички страни. На запад и северозапад граничи с окръзите Тршебич и Ждяр над Сазавоу на Височинския край.

## Градове и население
Данни към 2009 г.:
| Град          | Население |
| ------------- | --------- |
| Куржим        | 10 694    |
| Иванчице      | 9564      |
| Тишнов        | 8596      |
| Шлапанице     | 6976      |
| Росице        | 5571      |
| Ославани      | 4684      |
| Модржице      | 4665      |
| Похоржелице   | 4600      |
| Збишов        | 3930      |
| Жидлоховице   | 3534      |
| Уезд у Бърна  | 3172      |
| Райград       | 2961      |
| Долни Коунице | 2599      |

Град Похоржелице до 2007 г. е част от окръг Бржецлав.
| Общо            | Жени              | Мъже              |
| --------------- | ----------------- | ----------------- |
| 202 092 (100 %) | 101 830 (50,39 %) | 100 262 (49,61 %) |

Средна гъстота – 134,82 души/км²; 35,40% от населението живее в градове.

## Образование
По данни от 2003 г.:
| Вид училище                         | Брой училища |
| ----------------------------------- | ------------ |
| Детски градини                      | 109          |
| Начални училища                     | 86           |
| Гимназии                            | 5            |
| Средни училища и промишлени училища | 6            |
| Средни професионални училища        | 7            |
| Висши професионални училища         | -            |

## Здравеопазване
По данни от 2003 г.:
| Лекари                                      | 396 |
| Болници                                     | 2   |
| Специализирани заведения за лечение и отдих | 2   |
| Зъболекари                                  | 68  |
| Аптеки                                      | 24  |

## Транспорт
През окръга преминава част от магистралите D1, D2 и D52, както и първокласните пътища (пътища от клас I) I/23, I/43 I/50, I/52 и I/53. Пътища от клас II в окръга са II/152, II/373, II/374, II/377, II/379, II/380, II/381, II/383, II/385, II/386, II/387, II/389, II/390, II/391, II/393, II/394, II/395, II/396, II/415, II/416, II/417, II/418, II/425, II/430 и II/602.

## Реки
- Ихлава
- Литава
- Ослава
- Свитава
- Свратка